# К-463
К-463 — советская атомная подводная лодка проекта 705 «Лира». Построена в 1975—1981 годах, служила в составе 6-й дивизии подводных лодок Северного флота, исключена из состава в 1990 году.

## История строительства
Формирование экипажа атомной подводной лодки К-463 велось из личного состава 33-й дивизии подводных лодок и было закончено 1 февраля 1975 года, ещё до её закладки, первым командиром стал В. В. Гринкевич. К-463 была заложена 26 июня 1975 года на Ленинградском Адмиралтейском объединении в Ленинграде под заводским номером 915 одновременно с ещё одной такой же лодкой, заводской номер 920. На период строительства экипаж был включён в состав 39-й отдельной бригады строящихся подводных лодок, прошёл обучение в 270-м Учебном центре ВМФ в Сосновом Бору. В 1979 году первый командир заочно окончил обучение в Военно-Морской Академии и по собственной инициативе был назначен командиром на уже готовую к переводу в Северодвинск для достройки однотипную подводную лодку К-373.
31 марта 1981 года К-463 была спущена на воду, в апреле-мае лодка в плавучем доке была переведена в Северодвинск на сдаточную базу «Дубрава» Ленинградского Адмиралтейского объединения, находящуюся на территории ЦС «Звёздочка», имела достроечный номер 01685.
30 декабря 1981 года подписан приёмный акт, в тот же день К-463 прибыла в Западную Лицу к месту постоянного базирования.

## История службы
9 февраля 1982 года К-463 под командованием В. Г. Богомолова вошла в состав Северного флота, а 22 марта — была зачислена в состав 6-й дивизии подводных лодок с базированием на Западную Лицу, завершив комплектование дивизии кораблями проекта 705(К). После оперативной сдачи курса учебных задач К-463 вошла в состав сил постоянной готовности с 313-м экипажем (второй экипаж К-373, командир В. Т. Прусаков).
В сентябре 1982 года совершила боевую службу с 313-м экипажем, командир В. Г. Богомолов, старший на борту — В. Т. Булгаков. 27 сентября находившаяся в Северной Атлантике подводная лодка была вынуждена всплыть из-за течи в первом отсеке. Неисправность устранил капитан 3-го ранга И. А. Горелов, затем смытый волной несмотря на страховочный пояс. Награждён орденом Красной Звезды посмертно. К-463 прервала боевую службу и на 19-е сутки похода вернулась в базу, оценка за боевую службу — «неудовлетворительно».
В апреле 1983 года приняла участие в учениях «Океан-83», в том же году выполнила боевую службу. В сентябре 1983 года был сформирован 594-й технический экипаж для обслуживания К-463 в базе и во время ремонтов.
В ноябре 1983 — январе 1984 года 46-й экипаж выполнил боевую службу на борту К-463 с оценкой «отлично», во время службы штатная автономность корабля была превышена на 10 суток. В 1984 году выполнила боевую службу с основным экипажем, в 1985 году выполнила боевую службу с 313-м экипажем. В 1986 и 1987 годах признавалась лучшей подводной лодкой Северного флота по противолодочной подготовке. В эти годы старшим помощником командира являлся А. В. Буриличев.
До 1987 года лодка находилась в строю и принимала участие в учениях. носила звание «Отличный корабль».
В 1989 году на К-463 был остановлен реактор. В 1990 году исключена из состава флота, находилась в Западной Лице в отстое. В 1991 году переподчинена 33-й дивизии подводных лодок. В 1992 году переименована в Б-463. В 1994 году утилизирована на «Севмаше» в Северодвинске.
В 2010 года одноотсечный блок «заводской номер 915» был установлен на берегу в пункте долговременного хранения радиоактивных отходов в Сайда-Губе.

## Командиры

### Основной экипаж
- 1975—1979: Виктор Викторович Гринкевич[5];
- 1979—1985: Валерий Григорьевич Богомолов;
- 1985—1990: Владимир Петрович Коропец;

После вывода из состава флота:
- 1991—1992: Валерий Тихонович Ляхов[6];
- 1992—1995: Василий Ильич Климченко.

### 594-й технический экипаж
- 1983—1988: Анатолий Павлович Фалий[5];
- 1988—1989: Виктор Васильевич Акулич.